# Julián Blanco
Julián Blanco Jiménez (Dos Caminos, Guerrero; 1857 - Acapulco, Guerrero; 6 de agosto de 1915) fue un militar mexicano que participó en la Revolución mexicana y se desempeñó como Gobernador del estado de Guerrero en carácter provisional en un periodo de poco más de 8 meses durante 1915.
Nació en la población de Dos Caminos, municipio de Chilpancingo de los Bravo, en los valles centrales del estado de Guerrero. Su origen humilde lo llevó a dedicarse por mucho tiempo a labores campesinas. El 7 de octubre de 1893 se adhiere al movimiento armado encabezado por el General Canuto A. Neri al declararse en contra del gobierno estatal de Francisco O. Arce, quien ya se había reelegido por cuarta vez. Para 1909, se integra al movimiento maderista junto con sus hijos Teodoro, Bonifacio, Florentino y Marciano acompañados por un contingente, mismo que se había preparado en la sierra de Mochitlán y en Tierra Colorada, lugar donde obtuvieron su primer triunfo. En abril de 1911, fragúa un plan para tomar la ciudad de Chilpancingo, la cual estaba bajo el poder de cientos de soldados al mando del militar porfirista Jesús Robles Linares; al ejecutar dicha toma durante tres días de batalla y sitio, logra ocupar la capital el 14 de mayo de 1911. Posteriormente es nombrado Comandante del 33 Cuerpo Rural.
El 24 de marzo de 1914, combate nuevamente en Chilpancingo contra las fuerzas militares de Huerta. Destacaba entre el ejército defensor de la ciudad, el entonces gobernador del estado Juan A. Poloney. Dentro del contingente de Blanco, estaban los zapatistas Jesús H. Salgado y Heliodoro Castillo quienes durante la batalla lograron replegar al ejército huertista hacia el sur, donde culminaron con su derrota en la localidad de El Rincón, al sur de la capital. Tras este triunfo, Blanco decide derrocar al General Silvestre G. Mariscal, quien estaba a la orden de Victoriano Huerta. El 31 de diciembre de 1914, logra recuperar Chilpancingo, luego de que fuera ocupada por el ejército zapatista en marzo del mismo año.
Tras el desconocimiento del Gobierno de Jesús H. Salgado, Blanco es designado Gobernador Provisional del Estado de Guerrero por el presidente Venustiano Carranza el primero de enero de 1915. Meses después establece su gobierno en Dos Caminos, dado que el Zapatismo había tomado la capital del estado de nueva cuenta. Posteriormente, realiza un viaje a Veracruz y se entrevista con Carranza expresándole su inconformidad por designarle el cargo de Jefe de Operaciones Militares en el Estado a Silvestre G. Mariscal, mientras este último logra desarmar a gran cantidad al ejército de Blanco sustrayéndole armamento y así abasteciendo su poder en el estado. Ya de regreso en el estado, el 4 de agosto de 1915 es perseguido y atacado por órdenes de Mariscal en Acapulco, donde consigue refugio en las mazmorras del Fuerte de San Diego, lugar donde es asesinado el día 6 junto con su hijo Bonifacio.
Silvestre Mariscal convenció al Coronel Simón Díaz, quien estaba al frente de la guarnición de la fortaleza de San Diego, ofreciéndole el gobierno de Blanco a cambio de que se le diera un cuartelazo. Posteriormente el 6 de agosto de 1915, Simón Díaz le ordena a Eustasio Castro y a otro de apellido Ciruelo que asesinen al General Blanco y a su hijo el brigadier Bonifacio Blanco, situación con la que los constitucionalistas se inconformaron contra Mariscal, quien argumentó que el General Blanco era zapatista y que además él había sido quien matara a su propio hijo Bonifacio para luego quitarse la vida.